# Espagne dans la guerre d'indépendance des États-Unis

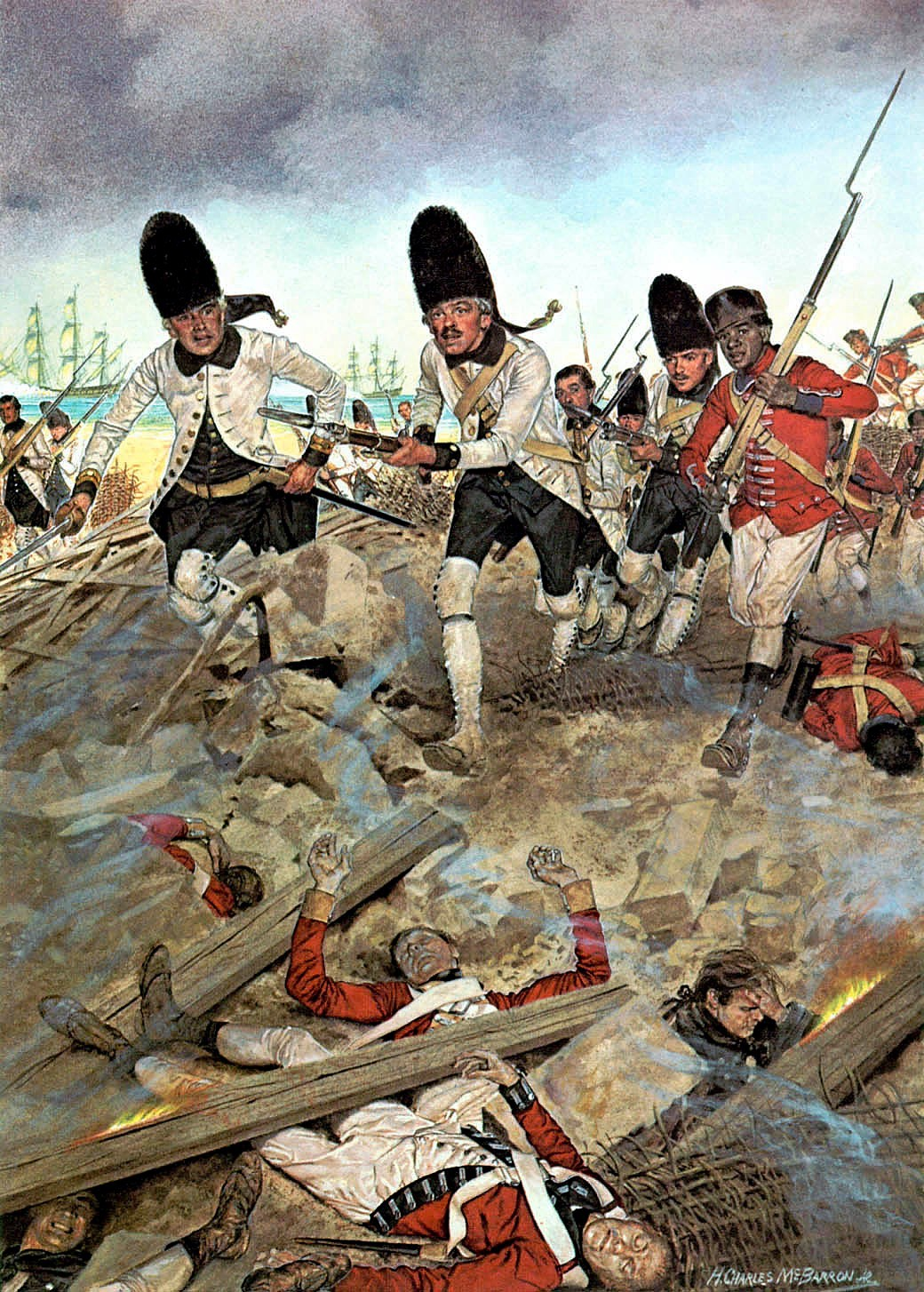
Soldats espagnols au siège de Pensacola, peinture de H. Charles McBarron Jr., n.d.

La guerre anglo-espagnole de 1779-1783 est l'engagement de l'Espagne dans la guerre d'indépendance des États-Unis aux côtés de la France et des insurgés des Treize colonies nord-américaines, contre l'hégémonie maritime de l'Empire britannique. Elle s'achève à l'avantage de l'Espagne et de la France par le traité de Versailles de 1783.
Au XVIIIe siècle, l'Empire espagnol, comprenant le royaume d'Espagne et ses vastes possessions coloniales en Amérique centrale et du Sud, fait encore figure de puissance mondiale malgré l'état retardataire de son économie. Alliée à la France par le pacte de famille, elle parvient à limiter l'expansion maritime et commerciale du royaume de Grande-Bretagne, même si les deux branches des Bourbon de France et d'Espagne ont dû céder des territoires coloniaux aux Britanniques à l'issue de la guerre de Sept Ans (1754-1763). Lorsque éclate la révolte des colonies britanniques d'Amérique du Nord à partir de 1774, les deux puissances y voient une occasion de revanche. Cependant, Charles III hésite à soutenir les insurgés nord-américains car son royaume est à la fois dans une situation financière précaire et engagé dans d'autres conflits en Afrique du Nord et contre les Portugais en Amérique du Sud. En outre, Charles III, despote éclairé, répugne à aider une révolution démocratique. C'est seulement en juin 1779, alors que la France de Louis XVI soutient ouvertement les Américains, que l'Espagne entre en guerre contre la Grande-Bretagne. La marine espagnole et l'armée de terre, alliées à la marine royale française, combattent les forces britanniques dans les Caraïbes, en Amérique centrale, en Louisiane et Floride, tout en défendant les convois sur l'Atlantique et en attaquant les bases britanniques de Gibraltar et Minorque. Le traité de Versailles de 1783, qui met fin à la guerre d'indépendance des États-Unis, est à l'avantage de l'Espagne qui récupère la Floride et Minorque. Mais la victoire de la révolution nord-américaine va bientôt inspirer des mouvements similaires dans le sud du continent, aboutissant, au début du XIXe siècle, aux guerres d'indépendance hispano-américaines.

## Préliminaires

### Le couple franco-espagnol
Au milieu du XVIIIe siècle, la France et l'Espagne, gouvernées par les maisons parentes des Bourbon de France et d'Espagne, descendantes de Louis XIV, font figure d'alliées dans le pacte de famille malgré quelques réticences de part et d'autre. L'Espagne avec ses colonies est, après les colonies françaises des Caraïbes, le premier partenaire de la France à l'importation comme à l'exportation. L'Espagne achète surtout des biens manufacturés, étoffes de laine et soie, mercerie, bijouterie, alors que l'Espagne exporte des produits bruts ou semi-finis, laine brute, barres de fer, denrées exotiques comme la cochenille et le cacao ; la balance commerciale est largement à l'avantage de la France, l'Espagne payant la différence avec le métal précieux de ses mines d'argent de Potosí, en Bolivie actuelle, et du Mexique : la piastre espagnole (pièce de huit) assure une grande partie de la circulation monétaire européenne. Les marchands français occupent une place privilégiée à Cadix, porte des Amériques. Après une longue période de déclin, l'Espagne du XVIIIe siècle est en plein relèvement même si son économie reste largement archaïque : sa population passe de 6 à 11 millions d'habitants en un siècle, l'agriculture est prospère en Catalogne et regagne du terrain en Castille par la réduction des privilèges exorbitants de l'élevage ovin.

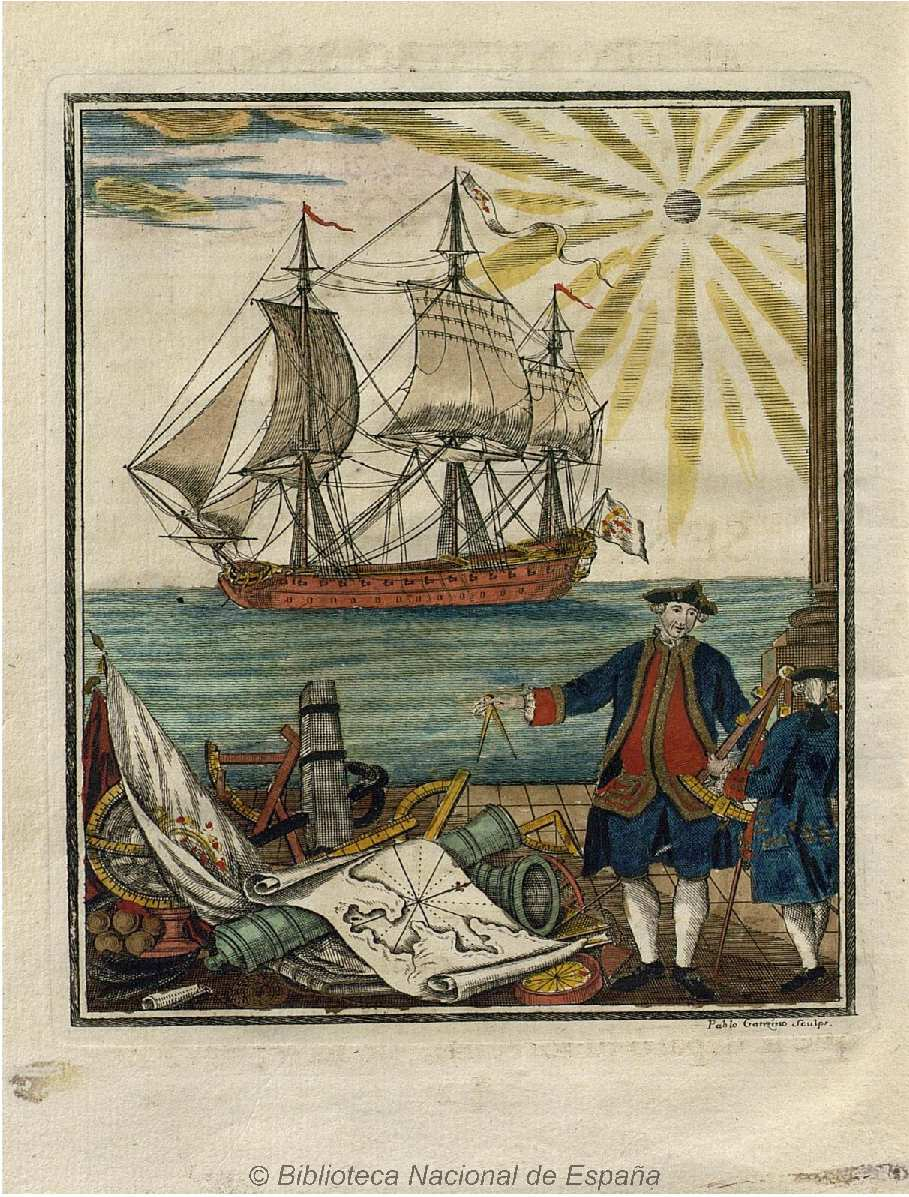
Traité instructif et pratique des manœuvres navales pour l'instruction des garde-marines, frontispice de l'ouvrage de Santiago Agustin de Zuloaga, Cadix, 1766.

Les deux royaumes, alliés dans la guerre de Sept Ans et ses prolongements coloniaux (1754-1763), ont subi de lourdes défaites du fait de la Royal Navy. Par le traité de Paris de 1763, la France a dû céder au royaume de Grande-Bretagne le Canada et la partie orientale de la Louisiane française, entre le Mississippi et les Appalaches ; l'Espagne récupère Cuba mais doit abandonner la Floride. La France, pour dédommager son alliée, lui cède la partie occidentale de la Louisiane avec la Nouvelle-Orléans où les colons français restent présents.
Le roi Charles III mène une politique de relèvement de la grandeur espagnole. Son premier ministre, le duc Grimaldi, veille à entretenir l'alliance franco-espagnole tandis que le comte d'Aranda modernise la marine espagnole et l'armée en s'inspirant des réformes de Frédéric II en Prusse. L'embellie économique de l'Espagne des Lumières, après une longue période de déclin, permet un redressement des finances. Grimaldi et son collègue français, le duc de Choiseul, songent à une guerre de revanche contre l'Angleterre et sont sur le point de l'obtenir lors de la crise des Malouines en 1770 mais la disgrâce de Choiseul ne leur permet pas d'aller au bout de leur dessein. Louis XV écrit à Charles III : « Mon ministre souhaite la guerre, mais je n'en ai pas envie ».
Charles III a les moyens financiers de ses ambitions : les arrivées d'argent du Nouveau Monde, d'une valeur moyenne de 11 millions de piastres par an entre 1701 et 1705, descendues à 8 ou 9 millions par an entre 1711 et 1745, remontent à 15 ou 20 millions par an entre 1746 et 1775. Pour encourager les échanges, il abolit le monopole de Séville et Cadix sur le commerce transatlantique, qui remontait aux premiers temps de la conquête espagnole des Amériques, et le système des convois lourdement armés qui l'accompagnait : 9 ports espagnols en 1765, 13 en 1778 reçoivent l'autorisation de commercer avec l'Amérique espagnole, et les différentes colonies américaines, Pérou, Nouvelle-Espagne, Guatemala, Chili, Argentine, de commercer par mer entre elles. Le dernier convoi part de Cadix en 1776. Cependant, le grand port andalou garde une place prépondérante dans les échanges : 85% des importations du Nouveau Monde avant 1778, 72% après. Un des points faibles de la marine royale espagnole est sa pénurie d'effectifs : avec une flotte de commerce qui ne dépasse pas 150 000 tonneaux, le Matricola del Mar, équivalent de l'inscription maritime française, ne recense que 27 693 hommes mobilisables en 1739, 63 741 en 1785-1787, dont peut-être 6 000 à 15 000 matelots et sous-officiers qualifiés, contre 55 000 vrais marins mobilisables pour la France et 100 000 à 150 000 pour la Grande-Bretagne : l'Espagne doit donc faire la guerre avec des équipages de fortune.

### Un soutien progressif aux Américains
Le ministère espagnol est conscient qu'une guerre contre la Grande-Bretagne est de plus en plus probable et fait le nécessaire pour que ses lointaines colonies ne soient pas prises au dépourvu. Ainsi, le 25 novembre 1776, une lettre est envoyée à Luis de Unzaga y Amézaga, gouverneur de la Louisiane espagnole (qui comprend la Nouvelle-Orléans et les territoires à l'ouest du Mississippi) pour lui commander de neutraliser les espions anglais, renforcer les défenses, armer la milice et se tenir prêt à envoyer une aide aux insurgés nord-américains. Dès 1776, Oliver Pollock (en), un marchand irlandais de la Nouvelle-Orléans, sert d'intermédiaire et achète des fournitures pour les colonies insurgées. Bernardo de Gálvez, colonel du régiment espagnol de Louisiane en attendant de devenir gouverneur l'année suivante, permet à Pollock d'acheter des armes et des munitions.

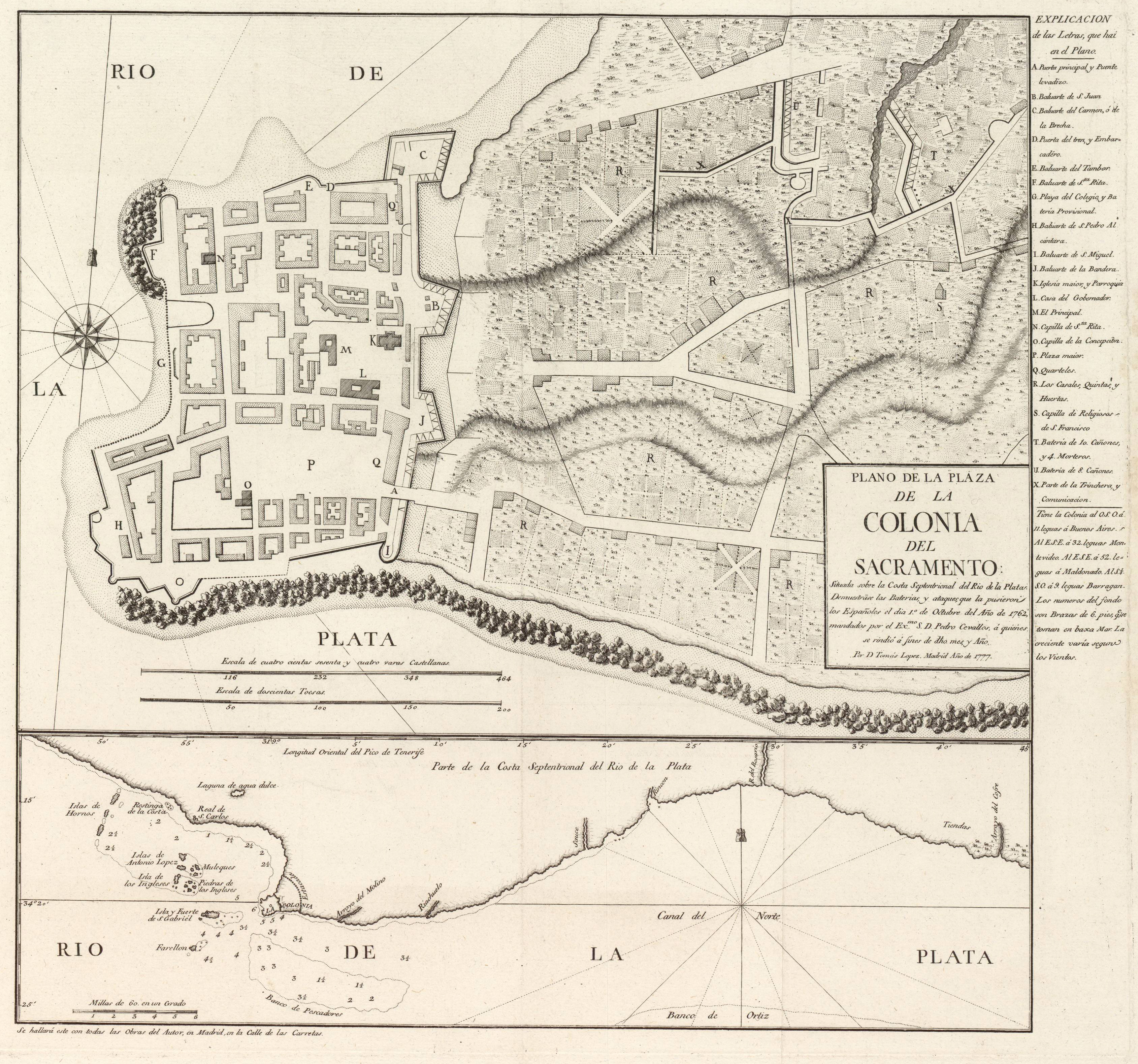
La Colonia del Sacramento, avant-poste espagnol dans l'actuel Uruguay, en 1777.

Cependant, Charles III ne se hâte pas de s'engager dans le conflit car son premier ministre, le vieux duc Grimaldi, lui conseille la prudence. Il doit d'abord ordonner une expédition contre Alger, repaire des corsaires barbaresques, qui tourne d'ailleurs au fiasco en juillet 1775 ; puis s'occuper d'une courte guerre coloniale (en) qui oppose l'Espagne au Portugal aux confins du Brésil et du Rio de la Plata. En riposte à une attaque portugaise contre le fort de Rio Grande de São Pedro, les Espagnols envoient une escadre qui s'empare de l'île de Santa Catarina au Brésil ; ce contentieux n'est réglé qu'en 1777 quand la mort du roi Joseph Ier de Portugal entraîne la disgrâce du premier ministre Pombal, adversaire de l'Espagne : le 1er octobre 1777, les deux royaumes signent le traité de San Ildefonso qui règle leurs litiges sud-américains, l'Espagne conservant la Colonia del Sacramento dans l'actuel Uruguay. Cet accord prive la Grande-Bretagne de son seul allié en Europe.
Entre-temps, Grimaldi a pris sa retraite, laissant sa place au comte de Floridablanca qui reprend à son compte les propositions françaises d'alliance contre la Grande-Bretagne. Le comte d'Aranda, qui assure l'intérim en attendant le retour de Floridablanca, ambassadeur auprès du Saint Siège, accepte le principe d'une aide secrète aux insurgés américains. Un réseau de fournitures militaires se met en place entre la France, l'Espagne et l'Amérique, piloté par le Français Beaumarchais et par la compagnie espagnole José de Gardoqui e Hijos. Le ministre français Vergennes finance ce plan à hauteur de 3 millions de livres, plus 2 millions obtenus par d'autres canaux, ce qu'Aranda fait savoir à Floridablanca en avril 1777.
En juin 1777, la commission du commerce du Congrès continental américain, informée par ses agents à Paris et à Madrid, envoie une lettre très amicale à Bernardo de Gálvez, récent gouverneur de la Louisiane espagnole, pour l'avertir que l'Espagne va envoyer à la Nouvelle-Orléans, en passant par La Havane, des cargaisons de couvertures, vêtements et autres équipements militaires, et lui demande de leur laisser le passage. La lettre rend compte avec beaucoup de confiance de l'état des affaires : l'Armée continentale de George Washington et l'armée britannique du général William Howe sont à peu près égales en nombre, les Britanniques sont supérieurs en armement et en discipline mais les Américains sont meilleurs tireurs, se battent pour une meilleure cause et peuvent compter sur leur milice locale qui a déjà infligé des pertes sérieuses à l'adversaire. Les Américains se montrent très bien informés des plans britanniques pour la campagne de 1777 et ne doutent pas de les mettre en échec « avec beaucoup d'honneur et de succès pour l'Amérique », ce qu'ils feront effectivement avec la victoire de Saratoga en octobre. Le 11 novembre 1777, Diego José Garcia Navarro y Valladores, gouverneur espagnol de Cuba, envoie au Congrès américain un représentant officieux, le négociant Juan de Miralles (en), tandis que le beau-frère de Miralles, Eligio de la Puente, l'accompagne comme observateur militaire. Les deux hommes voyagent séparément et clandestinement pour échapper à la surveillance britannique ; ils doivent envoyer leurs rapports directement à José de Gálvez, ministre des Indes.

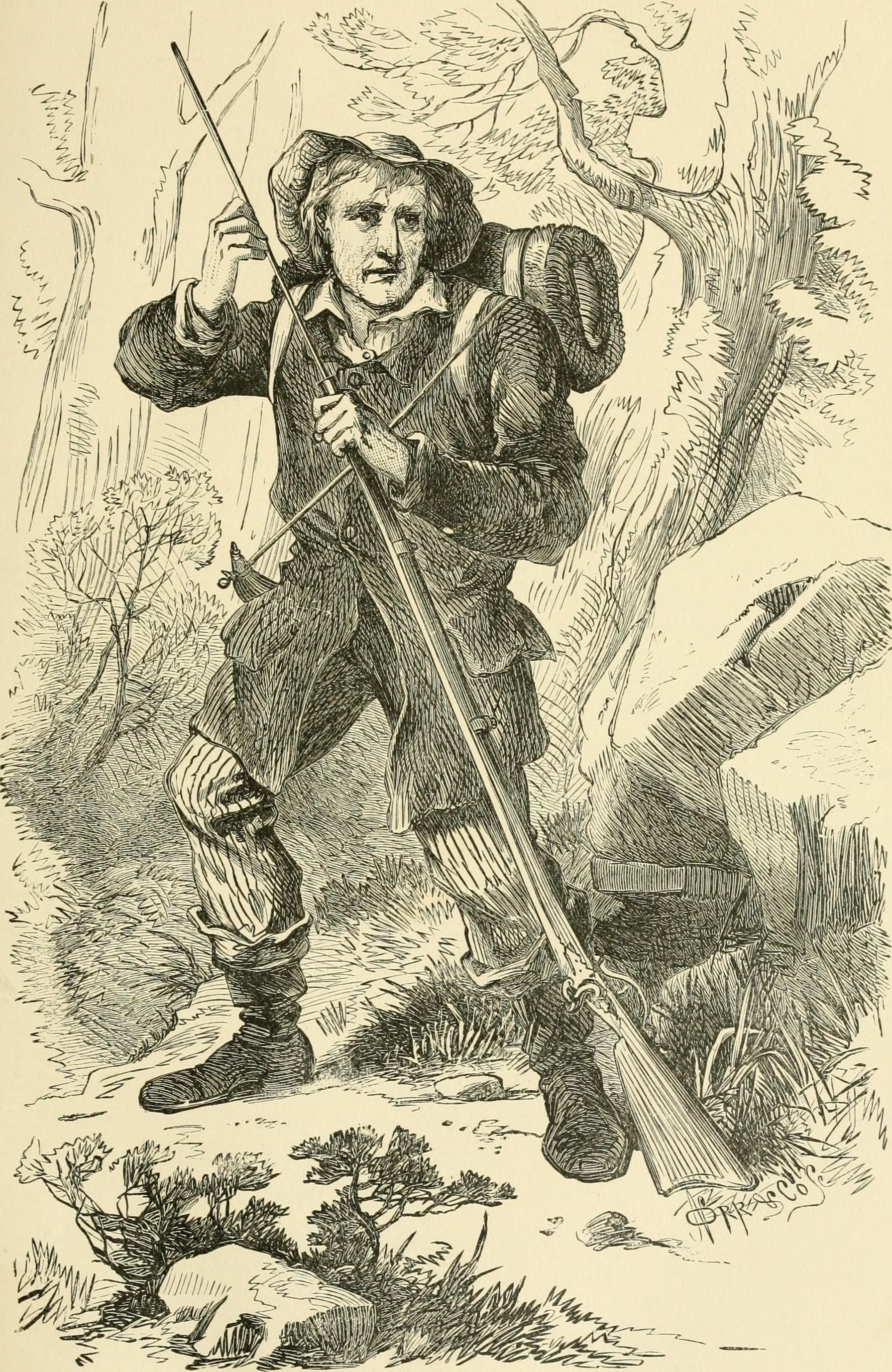
Minuteman américain de l'Ohio : tireur local avec un fusil importé. Gravure de Reid et Whitelaw, 1893.

L'aide espagnole arrive aux insurgés par les vallées du Misissippi et de l'Ohio dans la partie anglaise de la Louisiane ; elle est réceptionnée à Fort Vincennes par les agents de Patrick Henry, gouverneur de la Virginie.
L'aide espagnole et française aide les Américains à soutenir une campagne difficile mais, s'ils sont vainqueurs à Saratoga dans la vallée de l'Hudson, les insurgés doivent évacuer Philadelphie, leur capitale, prise par l'armée de Howe dans la campagne de Philadelphie. L'armée de George Washington doit passer l'hiver 1777-1778 à Valley Forge dans des conditions matérielles pénibles. Le ministère français craint que les insurgés ne soient réduits à demander la paix, d'autant plus que le Parlement britannique, ébranlé par la défaite de son armée à Saratoga, vient de leur envoyer des conditions acceptables.
Au début de 1778, le capitaine Willing, de la milice américaine de Virginie, fait une incursion sur les rives du Mississippi pour piller et incendier les domaines des planteurs britanniques ; il met à sac Manchac (Fort Bute (en)), Natchez et Baton Rouge, obligeant la petite garnison britannique à se réfugier sur la rive espagnole : les habitants de la Louisiane, bien que généralement favorables à la cause indépendantiste, sont choqués par ces déprédations et craignent que les Nord-Américains ne cherchent à s'emparer de leur province.

### L'Amérique espagnole sur la défensive

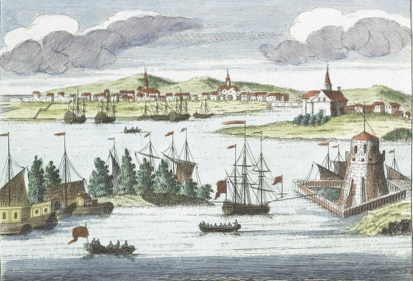
Fort de Cartagena à Matanzas (Cuba) au XVIIIe siècle.

L'empire espagnol des Amériques, les « Indes » comme on l'appelle, est un ensemble immense et hétérogène. La Havane, capitale de Cuba, en est le cœur stratégique. Son arsenal, détruit au cours de la brève occupation britannique de 1762-1763, a été reconstruit et agrandi : le chantier a fait travailler 4 000 ouvriers dont 1 000 bagnards pendant deux ans. Il produit les plus grands navires de la marine espagnole, dont le colossal trois-ponts Santísima Trinidad, lancé en 1769 : 61 m de long, 2 200 tonneaux, jusqu'à 140 canons et un millier d'hommes d'équipage, qui finira sa carrière à Trafalgar en 1805.
Le XVIIIe siècle est marqué par une militarisation de la société hispano-américaine. Alors que la carrière militaire était assez méprisée vers la fin du XVIIe siècle, le Real Servicio de su Majestad devient attractif pour les fils des grands propriétaires créoles, caballeros hidalgos ou « vivant noblement », y compris les négociants : ils font environ 35% des officiers des régiments réguliers vers 1740-1760, plus de la moitié entre 1770 et 1780, et atteignent 75% en 1800, alors que le pourcentage des officiers péninsulaires décroît dans les mêmes proportions. Dans les campagnes, les Créoles représentent 90% de l'encadrement de la milice, recrutée à peu près exclusivement parmi les autochtones blancs ou de couleur. Cuba fait exception avec 65% d'officiers péninsulaires à la fin du siècle mais il est courant qu'ils épousent des filles de riches Créoles qui leur apportent une dot conséquente. Le ministre José de Gálvez, en 1779, ordonne aux vice-rois d'encourager l'enrôlement d'officiers créoles en leur inculquant que « la défense des droits du roi ne fait qu'une avec celle de leurs biens, de leurs familles, de leur patrie et de leur bonheur ».
La garnison de La Havane comprend plusieurs régiments de troupes régulières qui peuvent être envoyés en défense sur d'autres points du golfe du Mexique, la défense de l'île étant surtout assurée par la milice recrutée dans la population blanche ou mulâtre. En Louisiane espagnole, le regimento fijo de la Nouvelle-Orléans est souvent encadré par des Français louisianais alors que la troupe vient en grande partie de Cuba ou de Nouvelle-Espagne. Dans les petites garnisons côtières d'Amérique centrale, officiers et soldats sont le plus souvent des péninsulaires mais, oubliés par la métropole, jamais relevés, ils peuvent y rester vingt ans et plus : vêtus d'un chapeau de paille et d'un pantalon court, mariés à une indigène, ils cultivent un petit champ, font un peu de commerce et seules les rares incursions des Anglais ou des Mosquitos viennent leur rappeler qu'ils sont soldats.

### Déclaration de guerre de la France puis de l'Espagne

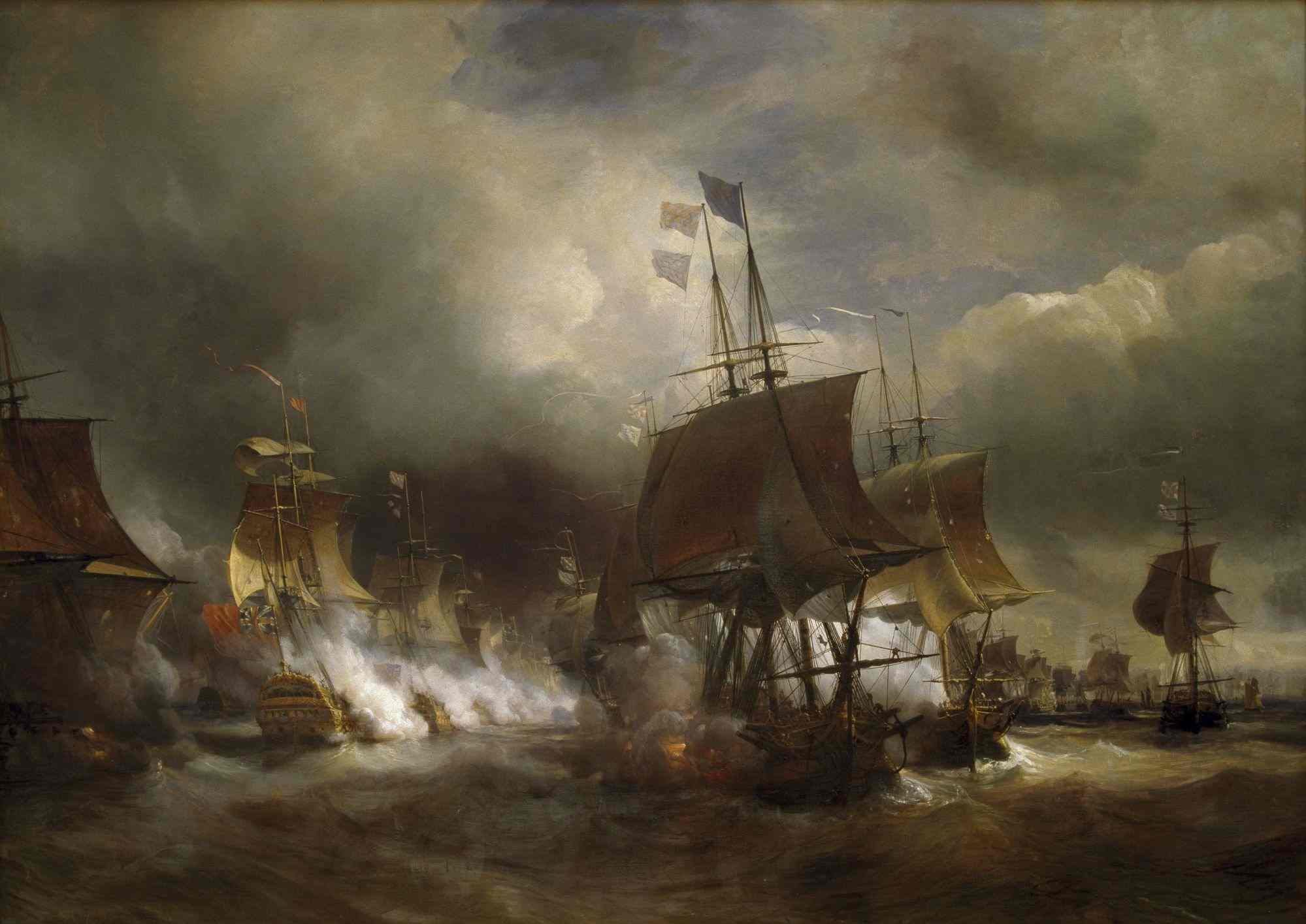
La bataille d'Ouessant, 1778, toile de Théodore Gudin, v. 1848.

Dans les premiers mois de la guerre, les insurgés américains subissent une série de défaites face à une armée royale mieux entraînée : ils perdent leur capitale, Philadelphie, occupée par les Britanniques. Cependant, la victoire de Saratoga montre qu'ils sont capables de vaincre. Le 6 février 1778 à Paris, les délégués du Congrès américain signent avec la France un traité d'alliance. Cet accord est notifié au gouvernement de Londres le 13 mars 1778 et les hostilités ne tardent pas à commencer, sur mer et dans les colonies. Dès la réception de la déclaration du 13 mars, sans que la guerre soit officiellement déclarée, les Britanniques commencent à saisir les navires marchands français présents dans leurs ports ; la France réplique en déployant ses escadres pour protéger son commerce. Louis XVI accepte d'ouvrir une négociation avec le roi d'Espagne comme médiateur à condition que les États-Unis y soient partie prenante, ce que les Britanniques refusent, exigeant le retrait de la déclaration du 13 mars. Le 8 juillet 1778, la flotte française sort de Brest avec l'ordre de chercher le combat. La bataille d'Ouessant, le 27 juillet 1778, est indécise mais montre l'esprit combatif de la Marine royale française, beaucoup mieux préparée que pendant la guerre précédente.
Le roi d'Espagne affiche toujours sa neutralité. La diplomatie britannique cherche à le persuader qu'il aurait tout à perdre à encourager la révolte des colonies anglaises, qui ne pourrait que déclencher des mouvements similaires dans ses propres possessions. Floridablanca affirme qu'il n'était pas informé des pourparlers du traité franco-américain et qu'il le désapprouve entièrement. Dans le même temps, il négocie secrètement avec toutes les puissances qui peuvent soutenir les deux royaumes Bourbon dans leur confrontation avec la Grande-Bretagne, depuis Haidar Alî en Inde jusqu'au roi de Prusse Frédéric II, ancien allié brouillé avec Londres. Il promet aux Provinces-Unies de leur transmettre les privilèges commerciaux accordés à la Grande-Bretagne par le traité d'Utrecht. Par ailleurs, la conclusion du traité de Teschen, le 23 mai 1778, qui met fin à la guerre austro-prussienne, écarte le danger d'une conflagration générale européenne. Floridablanca négocie également avec Mohammed ben Abdallah, sultan du Maroc, pour le détourner de la Grande-Bretagne et l'associer à une future attaque contre Gibraltar. Le sultan du Maroc, par une lettre du 20 février 1778, avait été le premier souverain à reconnaître les États-Unis comme une nation indépendante autorisée à commercer dans les ports de son royaume.

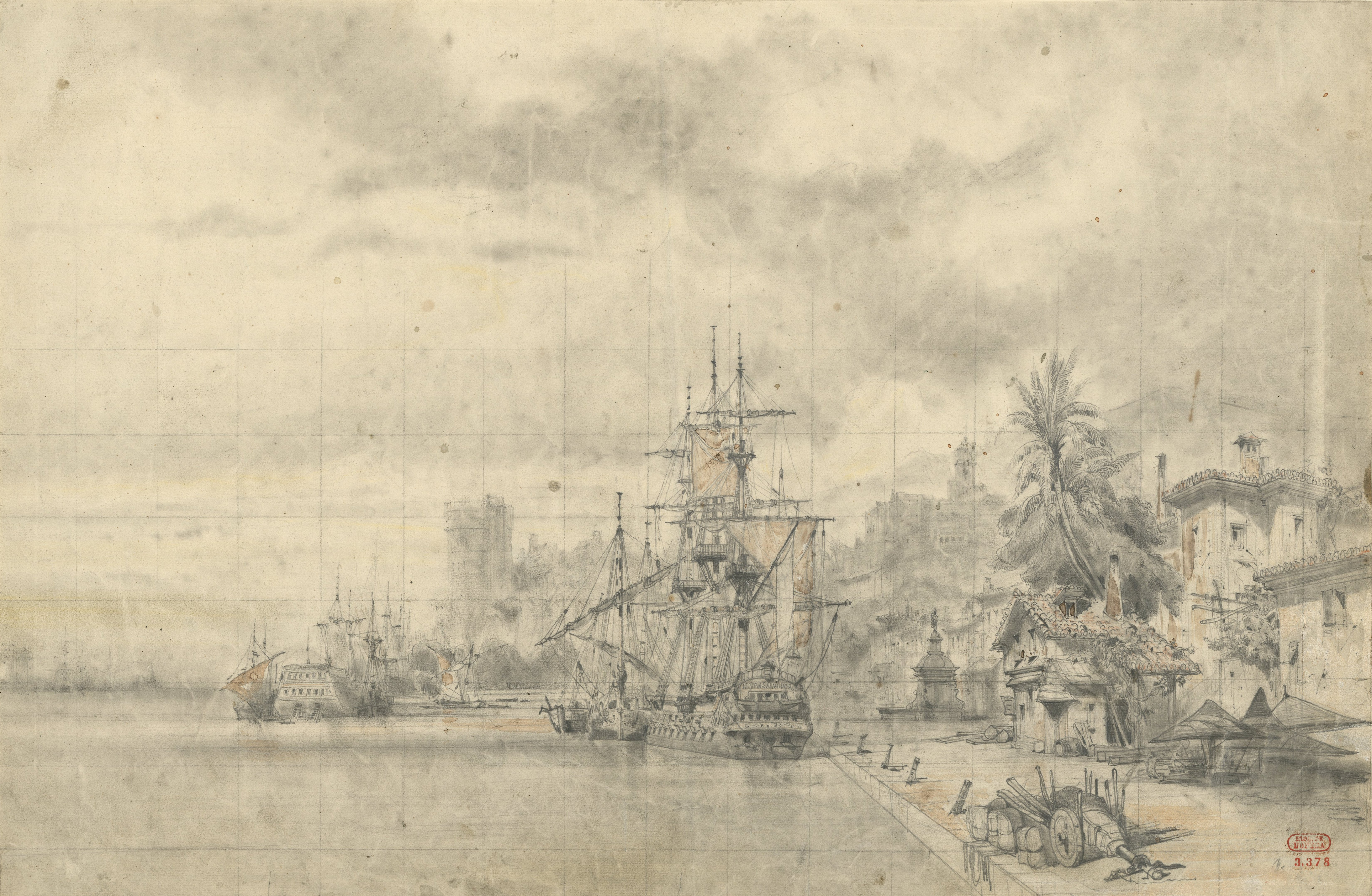
Navires dans le port de Cadix, dessin de Charles-Antoine Cambon (1802-1875).

En janvier 1799, l'Espagne envoie un nouvel ambassadeur à Londres, le duc d'Almodóvar (en), avec une offre de médiation. Le gouvernement britannique continue de traiter la rébellion américaine comme une affaire de politique intérieure dont les puissances étrangères n'ont pas à se mêler et envisage, tout au plus, une amnistie pour les insurgés ; Almodóvar propose une trêve de 25 ans qui remettrait les décisions à une conférence quadripartite réunissant l'Espagne, la France, le Royaume-Uni et les Américains, ce qui n'est pas acceptable pour les Britanniques. La discussion n'est pas terminée qu'Almodóvar reçoit l'ordre de mettre fin à la médiation et de rentrer à Madrid : Charles III envoie à la suite une longue liste d'accusations des violations commises contre le pavillon et le territoire espagnols entre 1776 et 1779. Le gouvernement britannique tente, sans succès, de contester ces accusations : il affirme que toutes les cargaisons espagnoles confisquées ont été restituées avec amples dédommagements et que, sur les cinq violations alléguées des territoires espagnols, aucune n'a été confirmée par les commissions d'enquête britanniques.
Le 12 avril 1779, l'Espagne et la France se lient par le traité d'Aranjuez. L'Espagne, ayant complété ses préparatifs et convenu d'un plan d'opérations commun avec la France, déclare enfin la guerre à la Grande-Bretagne en juin 1779.
L'entrée en guerre de l'Espagne est saluée avec joie par des neutres comme le Danemark et la Suède. Au printemps 1779, la Grande-Bretagne est totalement isolée sur le plan diplomatique. Lord Sandwich peut écrire au roi George III : « Nous n'avons aucun allié ou ami pour nous assister : au contraire, tous ceux que nous tenions pour nos amis, excepté le Portugal, agissent contre nous et fournissent à nos ennemis les moyens d'équiper leurs flottes ».

## Opérations

### Tentative d'expédition en Angleterre (juillet - septembre 1779)

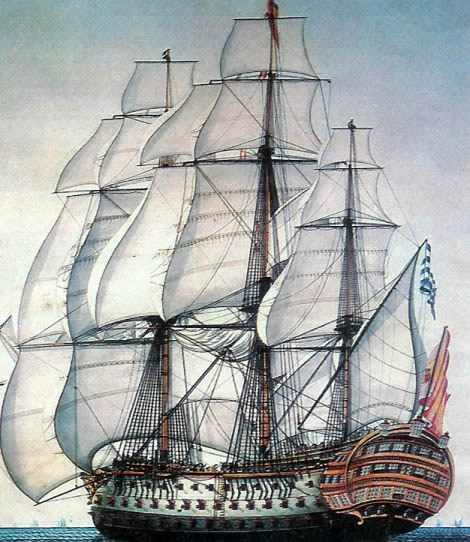
La Santísima Trinidad, vaisseau à 4 ponts et 110 canons lancé en 1769, est alors le plus grand navire du monde.

Les Français voulaient, avant la fin de l'été, mener un débarquement en Angleterre avec le concours des Espagnols ; une autre attaque était prévue contre Gibraltar. 40 000 hommes de l'armée française sont rassemblés sur les côtes de Bretagne et Normandie. Le lieutenant général Louis Guillouet d'Orvilliers commande la flotte française, forte de 30 vaisseaux et 10 frégates, rassemblée dans la rade de Brest : il met la voile vers les côtes d'Espagne pour faire la jonction avec l'escadre espagnole mais celle-ci n'est pas au rendez-vous. C'est seulement le 2 juillet que l'escadre venue de La Corogne, 8 vaisseaux et 2 frégates sous le lieutenant général Antonio González de Arce (es), se présente au point prévu, suivie, le 22 juillet, par la flotte de Cadix, 28 vaisseaux, 2 frégates, 2 corvettes et 8 brûlots, sous le lieutenant général Luis de Córdova. 20 vaisseaux espagnols se mettent sous les ordres de d'Orvilliers, les autres, commandés par Luis de Córdova, accompagnent à distance comme escadre d'observation. Celle-ci comprend 15 vaisseaux dont la Santísima Trinidad, vaisseau amiral de 110 canons, et 2 frégates.
Ce retard est lourd de conséquences car les Français n'ont pas prévu de provisions pour une longue croisière. En outre, ils viennent trop tard pour intercepter un convoi britannique venu des Antilles qui arrive en Angleterre le 4 août. La flotte combinée se rassemble devant Ouessant et fait voile vers la baie de Torbay dans le Devon mais les équipages manquent déjà d'eau et de vivres et sont affectés par une épidémie. À partir du 17 août, la manœuvre est gênée par des forts vents d'est ; le conseil d'état-major décide que la croisière ne doit pas être prolongée au-delà du 8 septembre. Les Espagnols étaient d'avis de débarquer les troupes sans attendre, l'Angleterre étant alors mal préparée pour une telle attaque, mais l'amiral français voulait d'abord livrer bataille à la flotte adverse et la détruire. Avec 50 000 soldats, la force de débarquement franco-espagnole aurait largement surclassé les 10 000 soldats de l'armée britannique disponibles en Angleterre à cette date.
Le 31 août, la flotte combinée arrive en vue de la flotte britannique, comptant 43 vaisseaux (38 selon William Coxe) sous le commandement de l'amiral Charles Hardy : celui-ci, ne se trouvant pas en force, bat en retraite ; les Franco-Espagnols restent en attente pour surveiller une autre escadre signalée à l'est, qui se trouve être un convoi marchand hollandais venant de Surinam. Huit jours plus tard, conformément aux décisions prises, la flotte combinée se retire vers Ouessant, puis Brest où elle arrive le 14 septembre avec un grand nombre de malades. Le 9 septembre, Luis de Córdova quitte Brest avec 15 vaisseaux et 2 frégates, laissant le reste à Brest sous le lieutenant général Miguel Gastón. Les Espagnols avaient perdu 3 000 hommes par les maladies et les Français au moins autant. Le seul gain de cette campagne est la capture d'un vaisseau anglais de 64 canons, le HMS Ardent, qui s'était aventuré par erreur au milieu de la flotte franco-espagnole en la prenant pour des compatriotes.
L'approche de l'armada franco-espagnole avait provoqué une panique en Angleterre ; cependant, celle-ci prend conscience du danger et entreprend de renforcer les défenses de l'île. L'armée britannique créé plusieurs nouveaux régiments de troupes régulières et de défense territoriale (en Écosse, les Fencibles (en)). Sur 71 000 hommes de troupes terrestres en Grande-Bretagne à la fin de l'été 1779, beaucoup sont des nouvelles recrues, ou mal encadrées, et leur valeur tactique est incertaine.

### Gibraltar, Minorque et opérations dans les eaux espagnoles

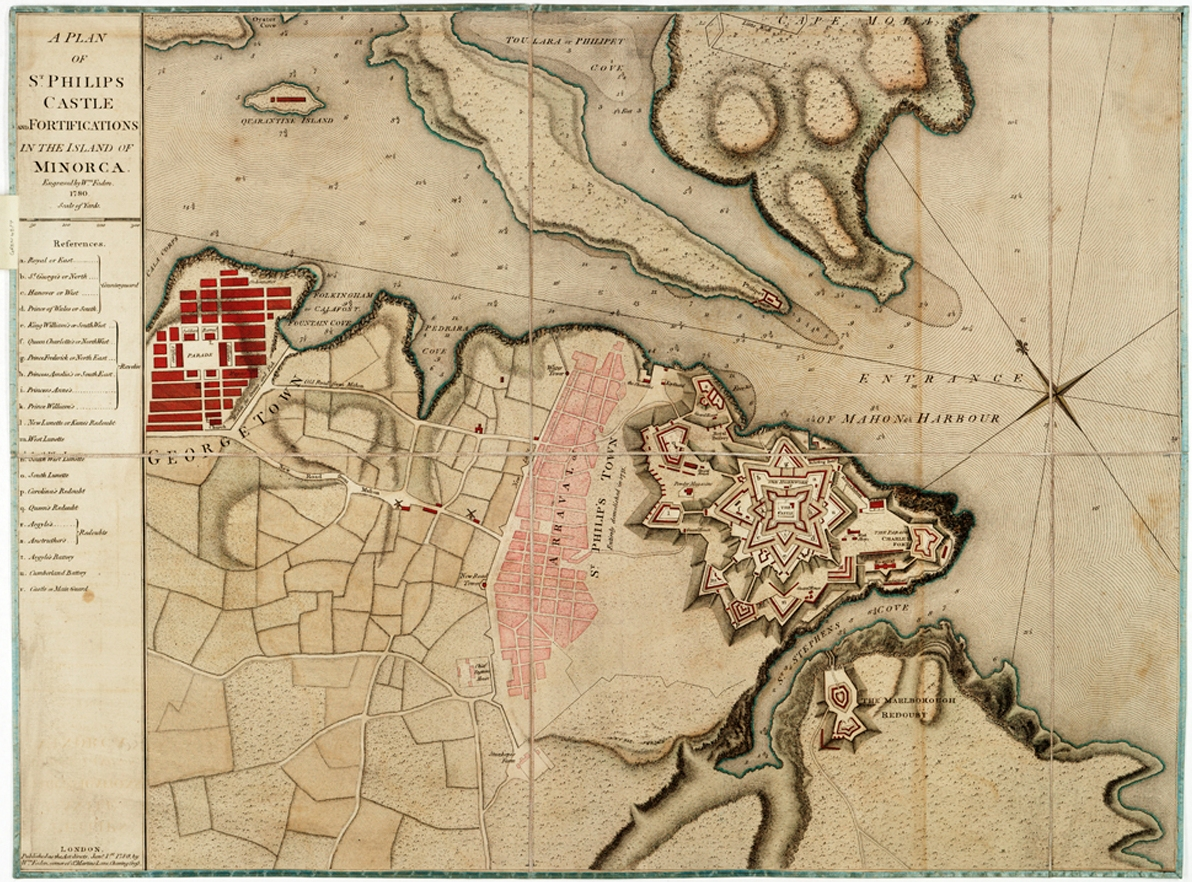
Le fort Saint-Philippe à Minorque en 1780.

Les Français, attribuant aux Espagnols la responsabilité de l'échec devant les côtes britanniques, refusent de fournir les forces promises pour attaquer Gibraltar, Minorque et la Jamaïque, anciennes possessions espagnoles prises par les Britanniques au cours des guerres précédentes. L'Espagne se décide à entreprendre seule le siège de Gibraltar : à la fin de 1779, la forteresse, assiégée par terre et par mer, se trouve dans une situation critique.
Au début de 1780, l'amiral britannique Rodney est envoyé ravitailler Gibraltar avec une flotte de 21 vaisseaux. Une flotte combinée franco-espagnole, sous le commandement de Luis de Córdova, est chargée de l'en empêcher, avec le soutien d'une escadre française de 6 vaisseaux commandée par Hippolyte de Sade. Mais, le 3 janvier, la flotte combinée est chassée par une tempête et obligée de rentrer à Cadix. Le 8 janvier, Rodney s'empare d'un convoi de navires marchands espagnols chargés de blé et d'un vaisseau qui les escortait. Le 13 janvier, une flotte combinée quitte Brest, commandée par le lieutenant général Miguel Gastón, comprenant 20 vaisseaux espagnols plus les 4 vaisseaux français du chevalier de Beausset. Le 16 janvier, Rodney livre la bataille du cap Saint-Vincent contre une escadre espagnole commandée par Juan de Lángara : sur 9 vaisseaux espagnols, 6 sont capturés et un brûlé. Rodney peut poursuivre jusqu'à Gibraltar, y déposer son ravitaillement et repasser dans l'Atlantique avant l'arrivée de l'escadre espagnole de Miguel Gastón.

Portrait de José Solano y Bote avec la liste de ses campagnes, Museo Naval de Madrid.

Le 22 février 1780, une escadre espagnole commandée par José Solano y Bote, comprenant 12 vaisseaux et 63 transports, part acheminer des troupes et des approvisionnements pour les Amériques.
En juin 1780, une escadre française commandée par Guichen fait voile vers les Antilles pour se joindre à l'escadre et aux troupes de Solano avec le projet d'une attaque contre la Jamaïque : mais l'opération doit être abandonnée à cause de l'état sanitaire désastreux des deux flottes qui doivent se séparer le 5 juillet. Solano reste dans les Caraïbes pour participer aux opérations en Floride.
En août 1780, au cap Saint-Vincent, la flotte combinée franco-espagnole, commandée par Luis de Córdova et Beausset, intercepte un convoi marchand britannique destiné à l'Amérique et à l'Inde, escorté par le vaisseau de ligne Ramilies (en) et deux frégates, et capture 53 navires marchands. C'était la première fois que l'Espagne remportait un tel succès dans ses guerres navales contre l'Angleterre, ramenant un butin estimé à 140 millions de réaux soit un million de piastres, 1 800 prisonniers des troupes britanniques destinées aux Amériques, et délivrant de nombreux prisonniers des nations alliées détenus à bord.
Entre août 1781 et février 1782, une force combinée franco-espagnole débarque à Minorque, possession britannique dans les Baléares. Sous le commandement de Louis de Crillon, elle assiège le fort Saint-Philippe (en) qui capitule le 4 février, ce qui rend aux Espagnols la possession de l'île.
Le siège de Gibraltar dure du 21 juin 1779 au 6 février 1783. Une garnison de 5 000 à 7 000 Britanniques tient en échec une force assiégeante franco-espagnole qui atteint 40 000 hommes en 1782. Les pertes britanniques sont de 33 hommes morts au combat et 536 de maladie ; les Franco-Espagnols perdent environ 5 000 hommes.

### Campagne de Louisiane et de Floride

Sud de la Louisiane et Floride occidentale en 1767.

Bernardo de Gálvez, gouverneur de la Louisiane espagnole, était un des plus chauds partisans de l'entrée en guerre et avait envoyé un agent, Jacinto Panis, reconnaître les défenses de Pensacola. Dès qu'il est avisé de la déclaration de guerre, il réunit le conseil de la Nouvelle-Orléans qui accueille la nouvelle avec enthousiasme. Le 17 août 1779, il envoie un courrier au gouverneur Navarro et à Juan Bautisto Bonet, chef de la division navale de La Havane, pour les informer de son plan : s'emparer des forts britanniques du bas Mississippi, peu défendus, puis conquérir la Floride. Navarro accepte le plan et, dans ses rapports à Madrid, prétend même en être l'auteur, mais marchande sur les effectifs : Gálvez réclame 7 000 hommes pour la conquête de la Floride, Navarro ne veut lui en accorder que 3 200 car il a besoin de renforcer les garnisons de La Havane, du Honduras, du Yucatan, etc.
La petite armée de Gálvez se compose de quelques centaines d'hommes de troupes régulières, de colons espagnols, français et irlandais, de mulâtres et de Noirs libres, plus quelques dizaines de volontaires nord-américains. Oliver Pollock demande à commander à ces derniers sous le drapeau de l'Union. À partir d'août, Gálvez mène une série d'expéditions contre les possessions britanniques. En septembre 1779, avec 384 hommes des troupes régulières, 400 Noirs, Amérindiens et volontaires civils espagnols et 10 canons, il avance dans le delta du Mississippi, s'empare de Manchac (Fort Bute), Natchez (Fort Panmure) et, le mois suivant, de Baton Rouge défendue par une garnison de 375 soldats britanniques, 150 volontaires et 13 canons. En février-mars 1780, Gálvez, avec 754 hommes, fait le siège de Fort Charlotte (aujourd'hui Mobile) défendue par 300 Britanniques et s'en empare.

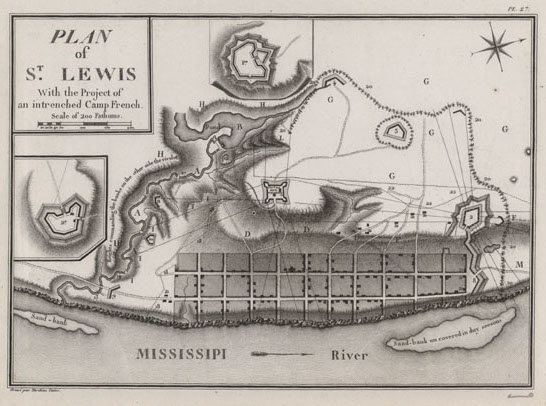
Plan de Saint-Louis vers 1790, avant-poste de la Louisiane espagnole, copie américaine de 1826.

George Washington, commandant de l'Armée continentale du Congrès américain, met de grands espoirs dans l'intervention espagnole car il estime que la menace sur Mobile et Pensacola amènera l'armée britannique à transférer une partie de ses forces vers la Floride et les Caraïbes, ce qui se vérifie : Henry Clinton, qui commande l'armée britannique basée à New York, se trouve affaibli pour sa campagne de 1780.
Cependant, au début de 1780, un ouragan sur le golfe du Mexique fait perdre aux Espagnols 5 navires et 400 marins. En mai 1780, les Britanniques, avec 300 Tuniques rouges et 900 alliés indiens, tentent de s'emparer de Saint-Louis défendue par 210 Espagnols ; la bataille de Saint-Louis se termine par la retraite des Britanniques, les deux camps laissant 22 tués sur le terrain. En juillet 1780, Picoté de Belestre, un officier québécois passé du côté des Espagnols, demande au gouverneur Gálvez d'envoyer à Saint-Louis assez de troupes non seulement pour résister aux Britanniques mais pour « aller les chercher chez eux et leur faire passer l'envie de posséder le Missouri ». En septembre, Francisco Crozat est envoyé à Saint-Louis par Gálvez comme lieutenant général de Haute-Louisiane et entreprend de monter une telle expédition. Il envoie le capitaine Eugène Pourré, avec 60 soldats et 60 Indiens, mener un raid sur le haut Mississippi : en janvier 1781, ils s'emparent de Fort Saint-Joseph près du lac Michigan. Pourré prend solennellement possession du fort et des vallées des rivières Illinois et Saint-Joseph au nom du roi d'Espagne ; cependant, Fort Saint-Joseph est à 640 km de Saint-Louis, la base espagnole la plus proche, et la position n'est pas tenable : aussi la petite troupe l'évacue après l'avoir pillé et distribué des provisions aux Indiens Potéouatamis de la région. Cette incursion, bien qu'elle n'engage que des effectifs minimes, contribue à décourager les actions britanniques sur le théâtre nord-ouest,.

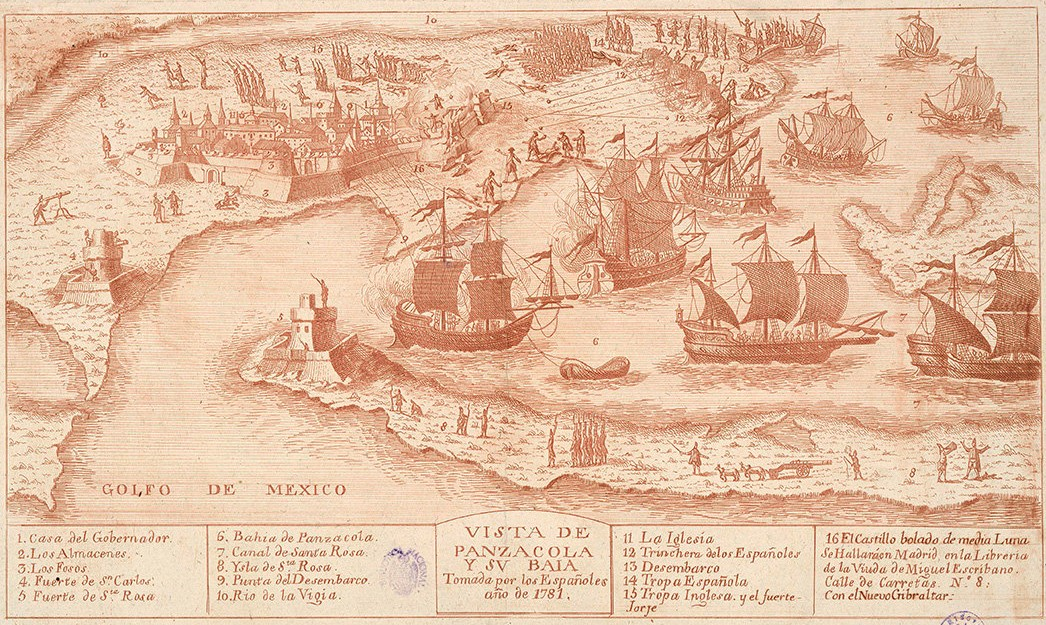
Prise de Pensacola en 1781; gravure espagnole contemporaine.

En octobre 1780, une tentative malheureuse vers Pensacola en Floride occidentale coûte aux Espagnols 12 navires de guerre, 53 transports et 3 800 soldats, coulés par une tempête. En janvier 1781, les Britanniques tentent de reprendre Fort Charlotte (en), sans succès. Enfin, en mars 1781, Gálvez avec 3 550 soldats espagnols, renforcés un peu plus tard par un nombre égal de Français, débarque pour faire le siège de Pensacola : la place, défendue par 1 300 Britanniques, se rend le 8 mai après qu'un obus espagnol a fait sauter une poudrière et tué 105 hommes de la garnison. Les Espagnols capturent 1 113 soldats et 193 canons, ayant perdu, selon le rapport de Gálvez, 74 soldats et 21 marins tués ainsi que 198 blessés.

### Opérations dans les Caraïbes

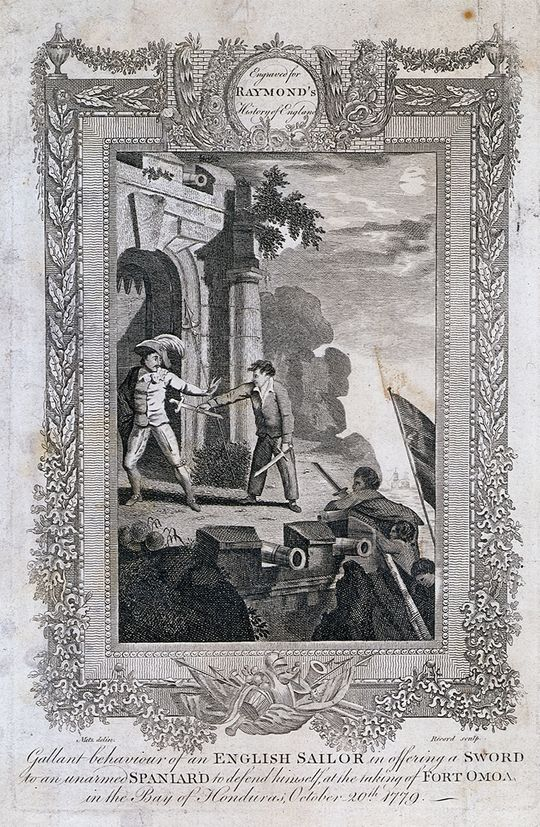
Prise du fort San Fernando de Omoa par les Britanniques en 1779, gravure anglaise.

En septembre 1779, les Espagnols mènent un raid sur Belize, possession britannique en Amérique centrale. Les Britanniques ripostent en débarquant avec 250 à 400 hommes pour s'emparer d'Omoa au Honduras. Un convoi espagnol s'y trouvait au mouillage avec une cargaison précieuse (William Coxe parle de trois millions de piastres), notamment du mercure pour l'exploitation minière : les Britanniques s'en emparent ainsi que de 400 prisonniers. Ils refusent de rendre le mercure pour lequel les Espagnols proposent un prix avantageux. Le 24 octobre, les Britanniques acceptent une convention pour libérer leurs prisonniers ; ils maintiennent une petite garnison dans le fort mais l'évacueront un peu plus tard à cause de l'insalubrité, en rasant les murailles et rendant les canons inutilisables.

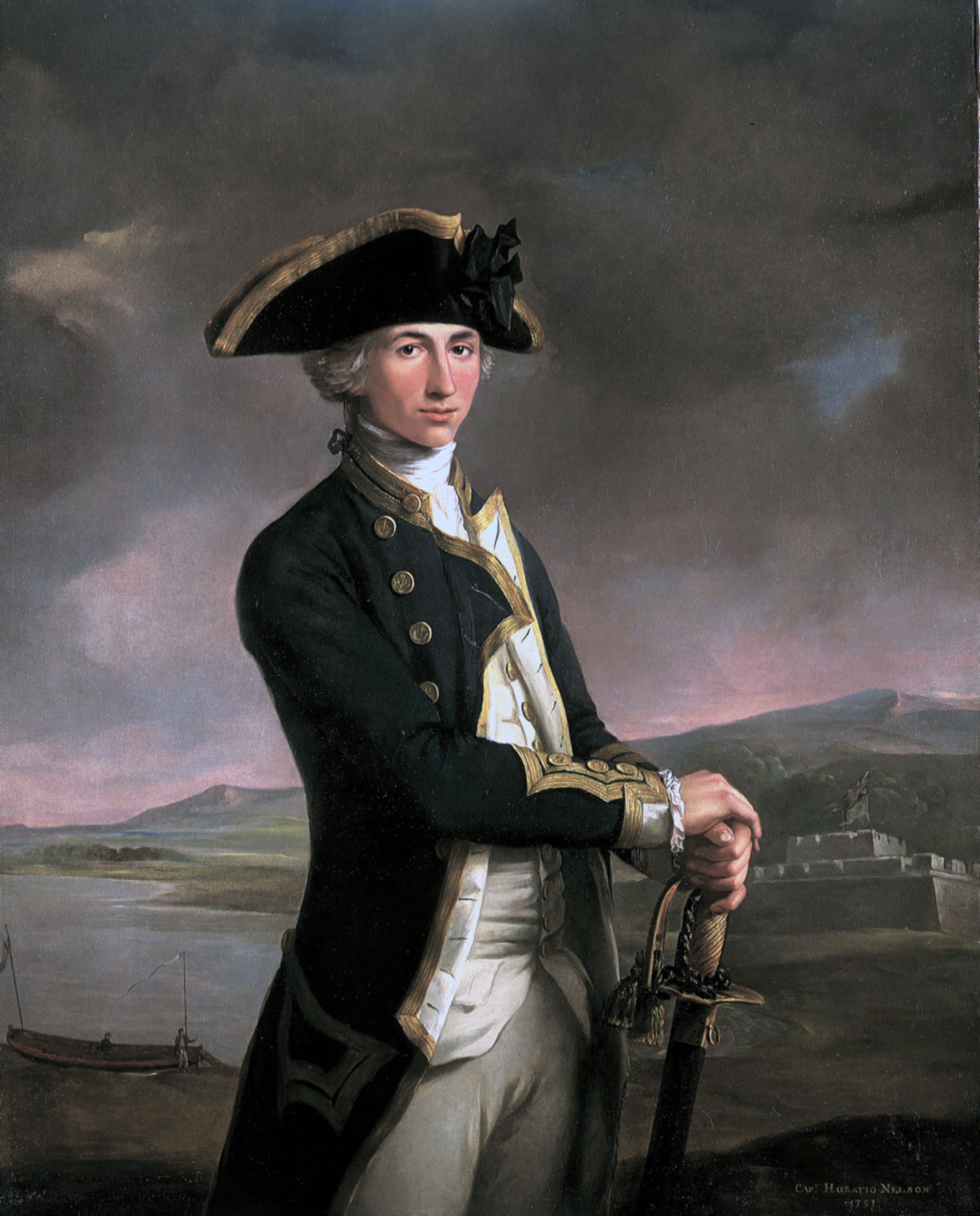
Le jeune capitaine Horatio Nelson commence sa carrière militaire devant le fort de San Juan. Peinture de John Francis Rigaud, 1781.

En avril 1780, les Britanniques débarquent à San Juan del Norte au Nicaragua avec l'intention de conquérir le Guatemala. Mal approvisionnés et décimés par les fièvres, ils doivent abandonner l'expédition de San Juan : ils se rembarquent en novembre en ayant perdu plus de 1 000 morts.
En août 1781, la flotte française de l'amiral de Grasse se trouve à court d'argent pour financer sa campagne dans les Caraïbes : le gouverneur de Cuba, Francisco de Saavedra y Sangronis, est lui-même à court de fonds car l'argent venu de Veracruz n'arrive pas. Une collecte organisée auprès des habitants de La Havane permet de récolter 500 000 pesos en six heures. Le 17 août, Saavedra remet cette somme au capitaine français Traversay, de la frégate Aigrette, qui va la porter à de Grasse, ce qui lui permet de tenir la mer contre les Britanniques et contribue à la victoire décisive des Français dans la bataille de Yorktown.
Le conflit n'interrompt pas complètement les échanges commerciaux qui se poursuivent pendant toute la guerre sous forme de rescates (rançons) : sous prétexte de racheter les navires et marchandises capturés par l'adversaire, les colonies font circuler d'importantes quantités d'argent et de marchandises. Si la vice-royauté du Mexique interdit ce trafic, celle de Cuba s'y livre volontiers.
Au début de 1782, l'Espagne a réalisé l'essentiel de ses objectifs en Amérique : la Louisiane espagnole est à l'abri d'une attaque, la Floride occidentale reconquise, les incursions britanniques vers Caracas, San Juan de Puerto Rico, Cartagena et Portobelo mises en échec. Bernardo de Gálvez est nommé commandant en chef des forces espagnoles dans le bassin caraïbe ; José Solano y Bote et Juan Manuel Cagigal (es) ont remplacé Bonet et Navarro comme chefs des forces navales et des forces terrestres. Deux objectifs restent à atteindre : la Jamaïque, défendue par une forte garnison britannique de 3 360 soldats et 13 000 miliciens, et les Bahamas.
En avril 1782, la flotte française de De Grasse subit une lourde défaite à la bataille des Saintes où son chef est capturé. Bernardo de Gálvez envoie alors un contrordre à l'escadre espagnole de Solano qui devait attaquer les Bahamas mais sa lettre arrive trop tard quand la flotte est déjà en route ; Solano a choisi comme vaisseau amiral le South Carolina (en), une frégate achetée en Europe par la colonie de Caroline du Sud. En mai 1782, l'escadre de 47 navires espagnols et 12 américains, transportant 1 500 marins et 2 000 soldats espagnols, débarque à Nassau (Bahamas) et surprend au mouillage un important convoi ennemi : la garnison britannique, 600 soldats, 800 marins, 77 navires et 153 canons, se rend sans résistance. La capitulation est négociée par Francisco de Miranda, un jeune officier vénézuélien gagné à la cause indépendantiste. Cet épisode donne cependant lieu à une contestation entre Cagigal, qui commande le corps de débarquement espagnol, et Alexander Guillon, chef du contingent américain, ce dernier réclamant une forte somme d'argent pour sa participation.

### Fin du conflit

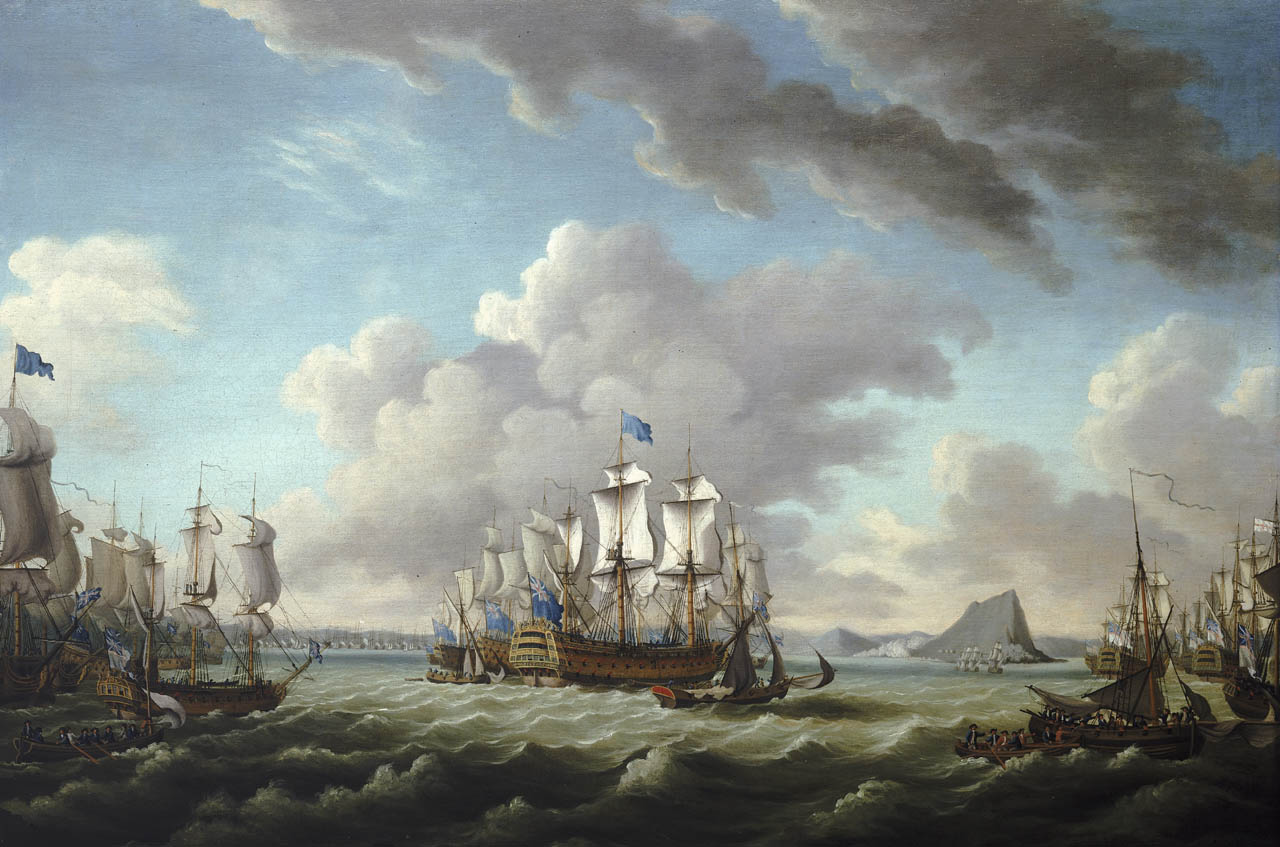
L'escadre britannique arrive à ravitailler Gibraltar le 11 octobre 1782, ce qui entraîne l'échec du siège. Toile de Richard Paton (1717-1791).

À la fin du conflit, la Royal Navy reste la première puissance navale mondiale avec 94 vaisseaux et bénéficie de nouveaux programmes de construction mais elle est surclassée par la coalition de la France (73 vaisseaux) et de l'Espagne (54 vaisseaux) auxquelles se sont jointes les Provinces-Unies néerlandaises (19 vaisseaux). Tous les belligérants, à divers degrés, arrivent à un seuil critique d'endettement et de récession du commerce qui, comme pour les guerres précédentes, les amène à demander la paix. En mars 1782, le gouvernement britannique de Lord North est renversé par l'opposition ; ses successeurs, Rockingham puis Shelburne, décident d'ouvrir des pourparlers de paix à Paris avec les Américains et les Français. L'Espagne n'est pas directement comprise dans cette négociation mais en profite pour rappeler ses revendications sur Gibraltar : l'issue du siège de cette place reste incertaine jusqu'à la bataille du cap Spartel (du 11 au 20 octobre 1782) où la flotte de Luis de Córdova affronte celle de Rodney ; le combat n'est pas décisif mais une partie du convoi de ravitaillement britannique atteint la forteresse, ce qui entraîne l'échec du siège.
Le 30 novembre 1782, les représentants américains à Paris signent une convention provisoire par laquelle la Grande-Bretagne reconnaît l'indépendance des États-Unis. La cessation des hostilités est votée par le Parlement britannique le 4 février 1783 et par le Congrès américain le 11 avril 1783 ; Washington démobilise son armée le 19 avril. Le comte d'Aranda, qui représente l'Espagne dans les négociations de Paris, réclame la restitution de Gibraltar en échange d'Oran et Mers el-Kébir, possessions espagnoles en Afrique du Nord, ce que les Britanniques refusent. Après l'échec de la flotte espagnole devant Gibraltar, Charles III envisage encore une expédition contre la Jamaïque mais doit y renoncer faute de soutien des Français. Le gouvernement britannique, pour apaiser l'Espagne, accepte de lui céder la Floride orientale, en plus de la Floride occidentale déjà conquise par Gálvez.
Financièrement, l'Espagne s'en sort plutôt mieux que les autres belligérants : en 1782, le financier français François Cabarrus lance avec succès les emprunts espagnols à la bourse d'Amsterdam et persuade le gouvernement espagnol de créer une banque nationale, la Banque de Saint-Charles, qui émet le premier papier-monnaie d'Espagne.

## Conséquences

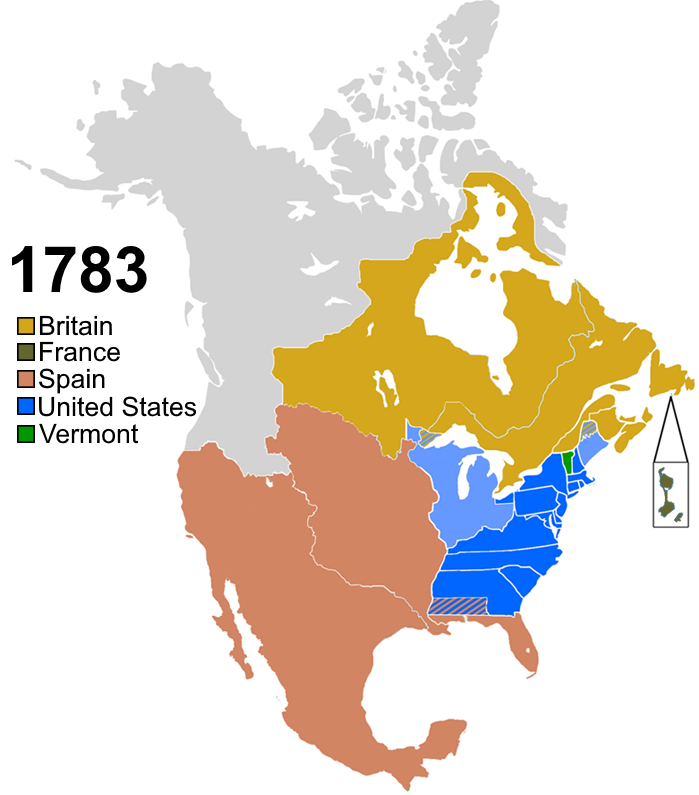
L'Amérique du Nord après le traité de Versailles (1783) : colonies espagnoles (rose), britanniques (ocre), États-Unis (bleu).

L'Espagne et la France étaient entrées en guerre pour prendre leur revanche de la défaite de 1763 et empêcher une hégémonie mondiale de la Grande-Bretagne. Cependant, leur attitude envers les insurgés américains reste réticente. Charles III, qui redoute une contagion indépendantiste dans les colonies espagnoles, évite de reconnaître formellement l'indépendance des États-Unis ou d'engager des troupes sur leur territoire pendant toute la durée de la guerre.
Le traité de Versailles, signé le 3 septembre 1783, donne satisfaction pour l'essentiel à la coalition franco-espagnole. Outre l'indépendance des États-Unis, elle n'obtient que des gains territoriaux mineurs, la Floride et Minorque pour l'Espagne, l'île de Tobago et la colonie du Sénégal pour la France, mais rétablit l'équilibre des puissances un moment compromis par la trop complète victoire anglaise de 1763,.

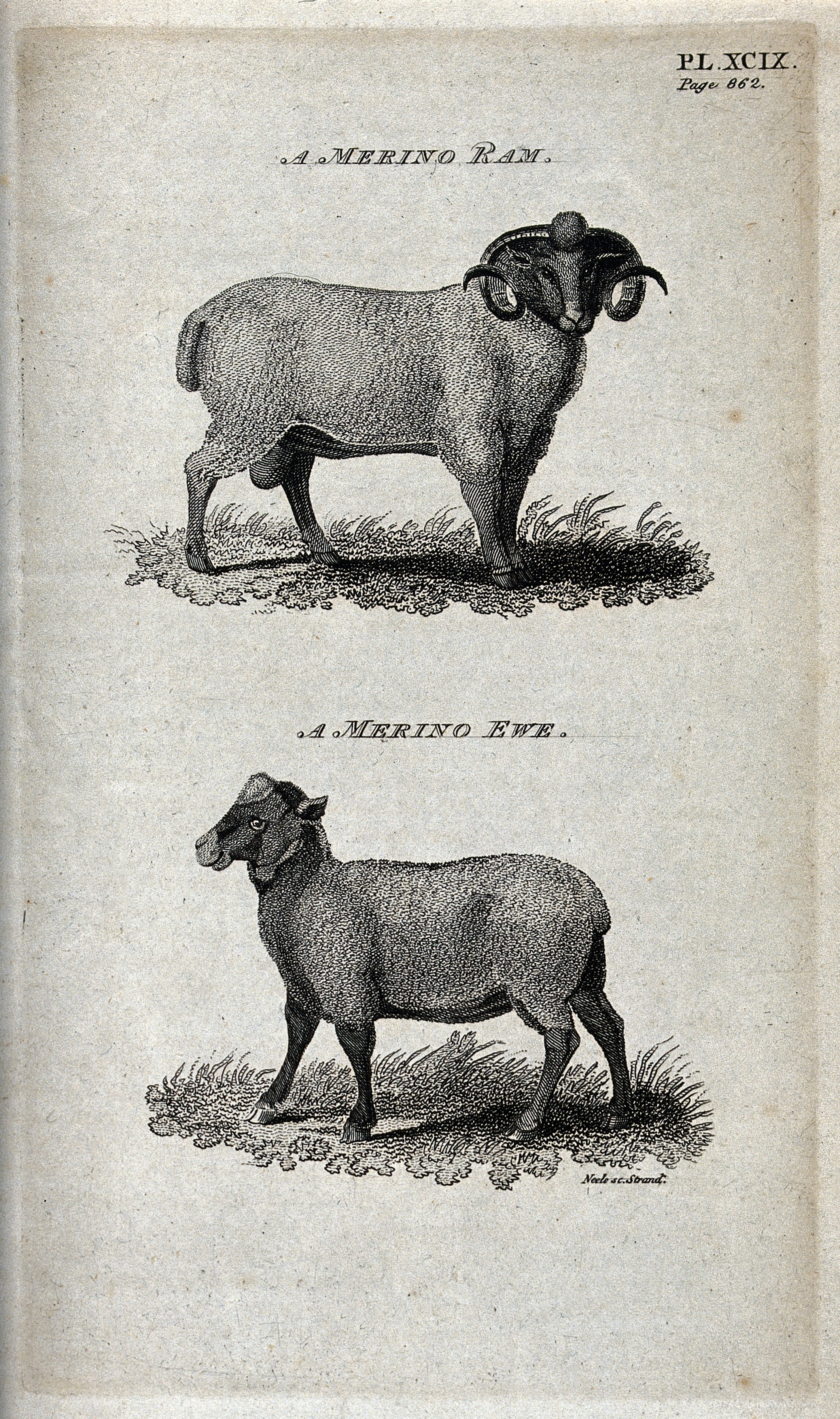
Le mouton mérinos, un cadeau de l'Espagne à George Washington. Dessin de James Joshua Neele, v. 1830.

Diego de Gardoqui, un des associés de la maison Gardoqui e Hijos qui avait approvisionné en armes les insurgés, devient le premier ambassadeur d'Espagne aux États-Unis en 1784 et assiste à l'investiture de George Washington comme président des États-Unis. Charles III fait don à ce dernier de bétail pour sa ferme de Mount Vernon. Cependant, l'empire espagnol se trouve doté d'une frontière de plusieurs milliers de kilomètres avec la nouvelle république, ce qui crée un risque de conflit : l'Espagne devient le principal obstacle à l'expansion des Etats-Unis vers l'ouest et le sud. Elle sortira de ce voisinage par la cession de la Louisiane occidentale à la France en 1800, qui la vendra à son tour aux États-Unis, et par la vente de la Floride aux Américains en 1819.

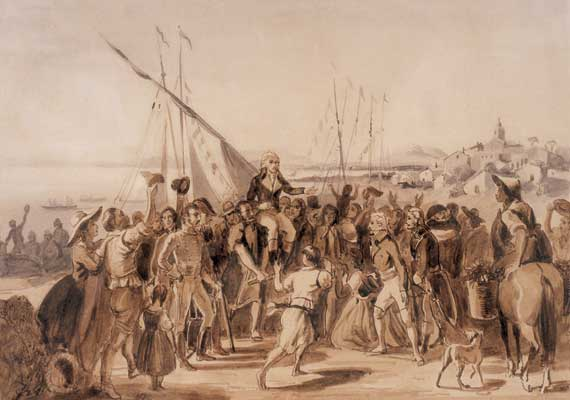
Retour de Francisco de Miranda au Venezuela en 1810, dessin de Johann Moritz Rugendas (1802-1858).

Le XVIIIe siècle est, malgré les guerres anglaises et la contrebande, une période de forte croissance et de prospérité pour l'empire espagnol des Amériques. La liberté de commerce avec la métropole est généralisée en 1778 et les marchands de Barcelone, entre autres, envisagent un pacte colonial qui favoriserait le développement de l'industrie. Le comte d'Aranda, un des grands ministres de la monarchie espagnole, envisage une fédération entre l'Espagne et ses terres d'outre-mer pour prévenir une sécession comme celle des colonies britanniques. L'emprise espagnole sur le Nouveau Monde reste solide : les réformes favorisent le développement du commerce et les soulèvements qui se produisent dans l'empire, révolte de Túpac Amaru II au Pérou en 1780 et des Comunidades au Venezuela en 1781, sont sans lendemain. La « révolution américaine » des Treize colonies britanniques contribue à faire germer des revendications similaires dans l'Amérique hispanique, notamment à travers le « précurseur » Francisco de Miranda, jeune officier dans la campagne de Floride occidentale, voyageur éclairé aux États-Unis en 1783-1784, général de la Révolution française et promoteur des idées indépendantistes. Ces idées trouvent des échos dans les élites créoles qui, à la fin du siècle, représentent 75% des officiers en Amérique espagnole et contrôlent une part croissante des circuits financiers, y compris ceux du fisc royal. Mais il faudra attendre l'occupation napoléonienne de l'Espagne en 1809 pour que les colonies hispano-américaines commencent à se détacher de la métropole.

## Commandants et politiques

Personnalités civiles et militaires espagnoles de la guerre
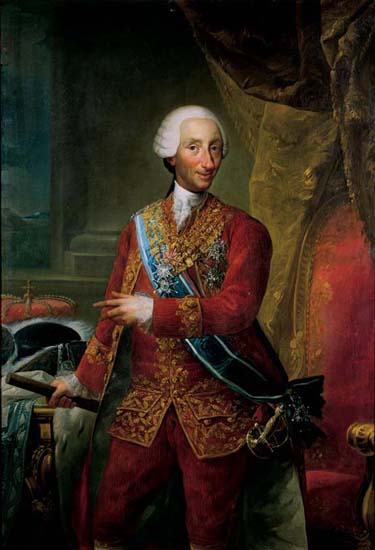
Le roi Charles III.
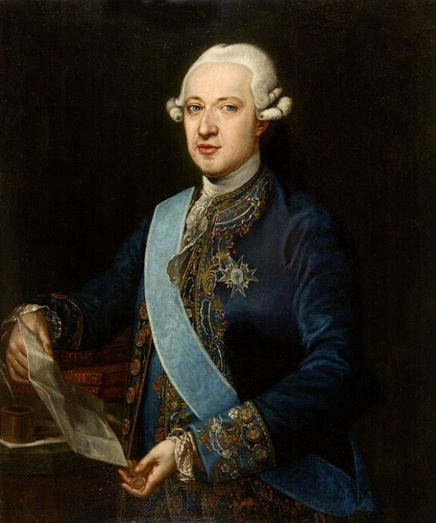
Le comte de Floridablanca, premier ministre, peint par Francisco Goya v. 1782-1783.
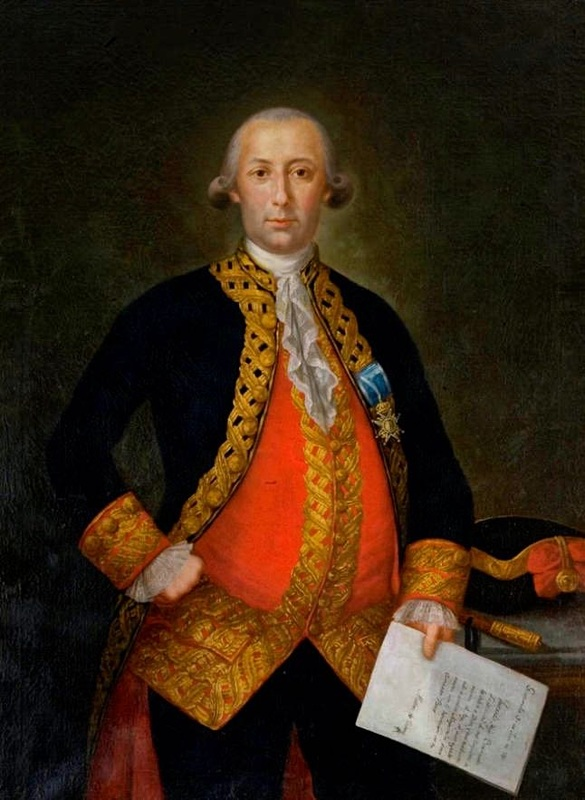
Bernardo de Gálvez, commandant en Louisiane puis dans les Caraïbes.
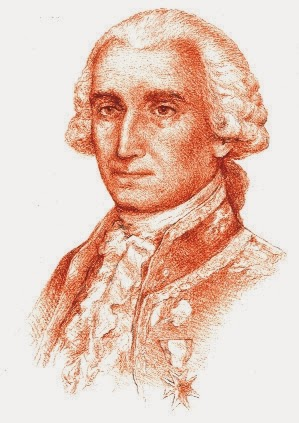
Diego de Gardoqui, marchand d'armes puis ambassadeur.
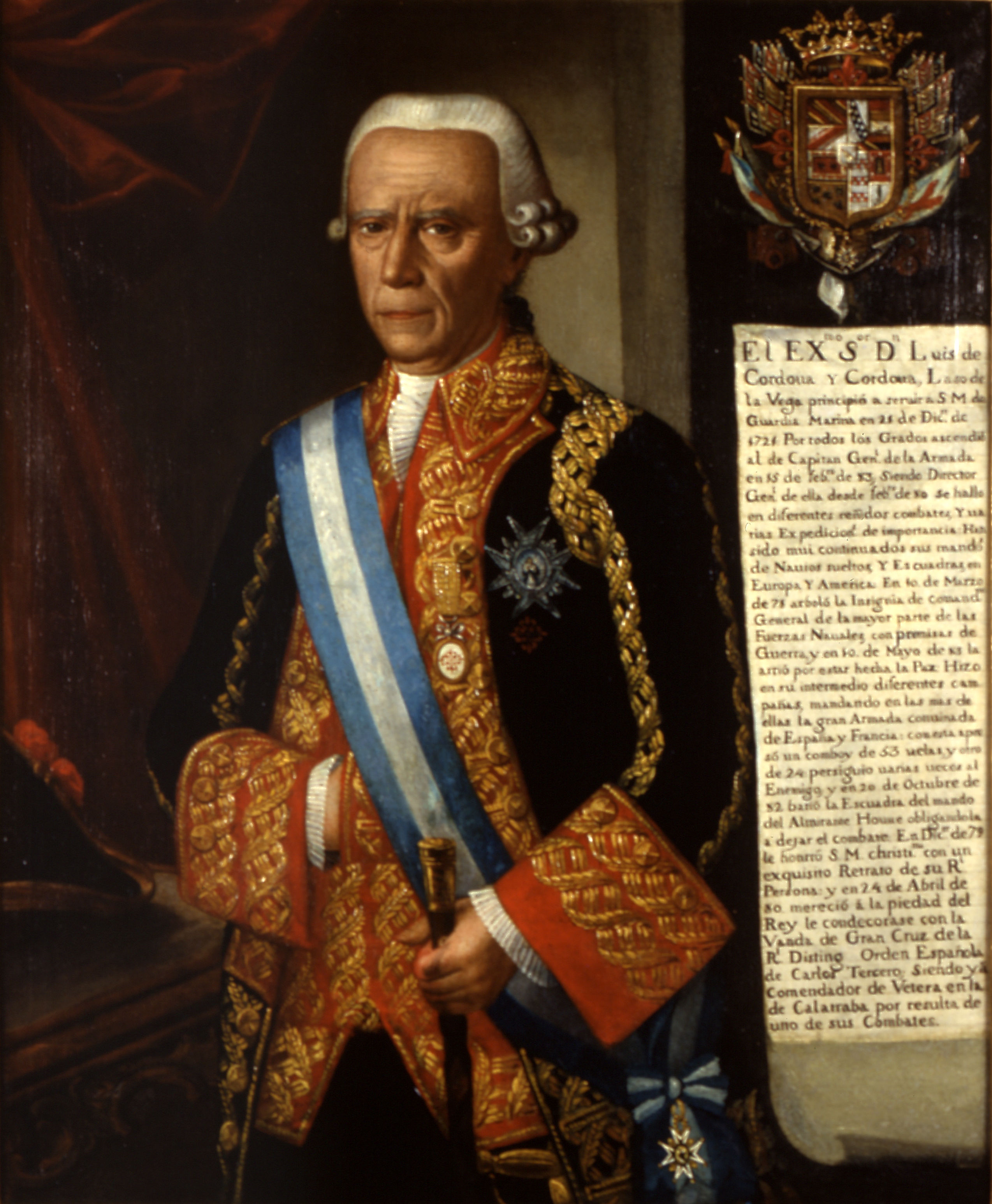
Luis de Córdova y Córdova, amiral de l'Armada royale.
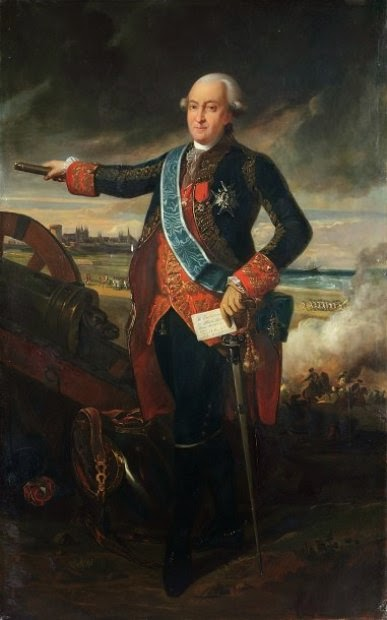
Le duc de Crillon, général français puis espagnol.
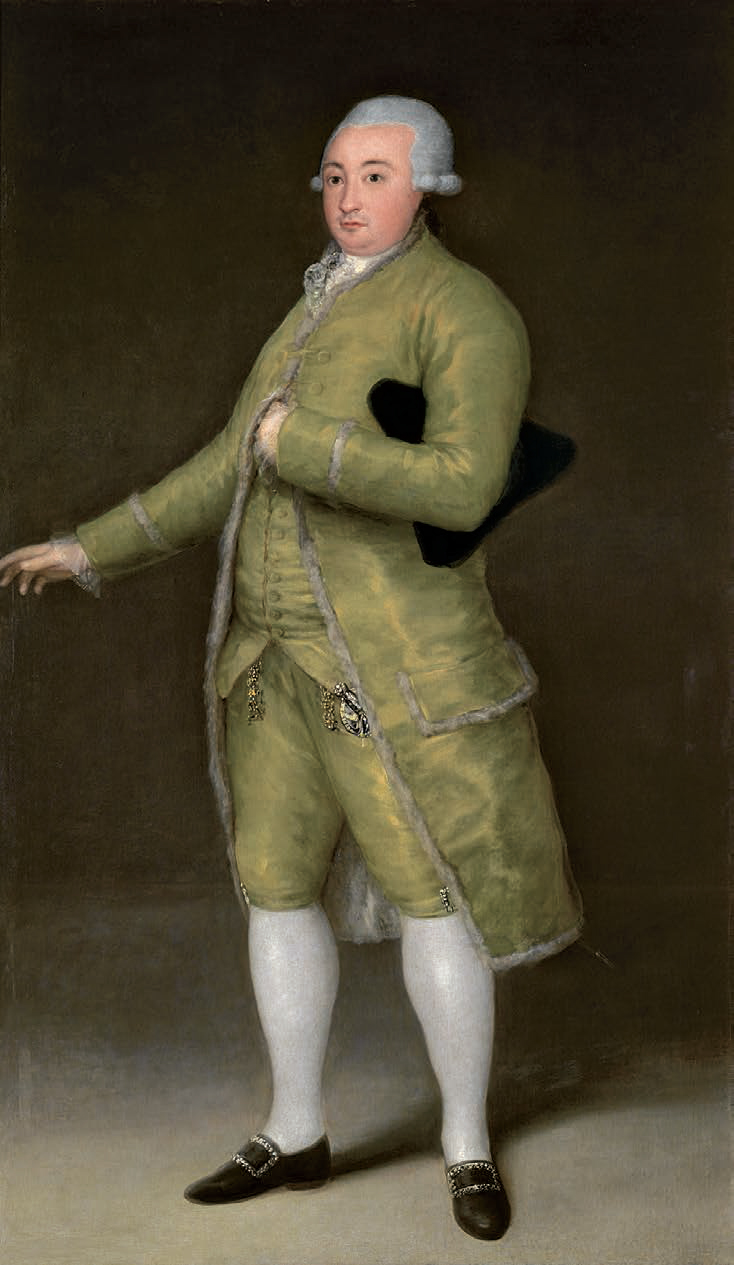
François Cabarrus, financier français puis espagnol.